# (6491) 1991 OA
(6491) 1991 OA es un asteroide que forma parte de los asteroides Amor descubierto el 16 de julio de 1991 por Henry E. Holt desde el Observatorio del Monte Palomar, Estados Unidos.

## Designación y nombre
Designado provisionalmente como 1991 OA.

## Características orbitales
1991 OA está situado a una distancia media del Sol de 2,506 ua, pudiendo alejarse hasta 3,989 ua y acercarse hasta 1,023 ua. Su excentricidad es 0,592 y la inclinación orbital 5,998 grados. Emplea 1449,27 días en completar una órbita alrededor del Sol.
Los próximos acercamientos a la órbita terrestre ocurrirán el 22 de agosto de 2082, el 1 de agosto de 2086 y el 6 de mayo de 2090.

## Características físicas
La magnitud absoluta de 1991 OA es 18,72. 